# Isaak Szwarc (kompozytor)
Isaak Iosifowicz Szwarc (ros. Исаа́к Ио́сифович Шварц, ur. 13 maja 1923, zm. 27 grudnia 2009) – radziecki i rosyjski kompozytor muzyki filmowej. Pochowany na Literatorskich Mostkach.

## Wybrana muzyka filmowa
- 1961: Dni powszechne i święta (Будни и праздники)[2]
- 1961: Jutro na orbitę (Самые первые)[3]
- 1962: Dziki pies Dingo (Дикая собака динго)[4]
- 1968: Bracia Karamazow (Братья Карамазовы)
- 1970: Białe słońce pustyni (Белое солнце пустыни)
- 1971: Próba wierności (Проверка на дорогах)
- 1975: Dersu Uzała (Дерсу Узала)
- 1976: Zapamiętajmy to lato (Сто дней после детства)[5]
- 1980: Jesienny urlop (Из жизни отдыхающих)[6]
- 1980: Ratownik (Спасатель)[7]
- 1981: Biały kruk (Белый ворон)[8]
- 1983: Letarg (Летаргия)